# TAS2R5
Receptor ukusa tip 2 član 5 je protein koji je kod ljudi kodiran TAS2R5 genom..
Ovaj protein je član familije of mogućih receptora ukusa. On pripada grupi G protein spregnutih receptora i specifično je izražen u ćelijama ukusa jezika i epitela nepci. On deluje kao receptor gorkog ukusa. Ovaj receptor ukusa ne sadrži introne. Njegov gen se nalazi na hromozomu 7.

## Literatura
- Kinnamon SC (2000). „A plethora of taste receptors.”. Neuron. 25 (3): 507—10. PMID 10774719. doi:10.1016/S0896-6273(00)81054-5.
- Margolskee RF (2002). „Molecular mechanisms of bitter and sweet taste transduction.”. J. Biol. Chem. 277 (1): 1—4. PMID 11696554. doi:10.1074/jbc.R100054200.
- Montmayeur JP, Matsunami H (2002). „Receptors for bitter and sweet taste.”. Curr. Opin. Neurobiol. 12 (4): 366—71. PMID 12139982. doi:10.1016/S0959-4388(02)00345-8.
- Chandrashekar J, Hoon MA, Ryba NJ, Zuker CS (2007). „The receptors and cells for mammalian taste.”. Nature. 444 (7117): 288—94. PMID 17108952. doi:10.1038/nature05401.
- Dias Neto E; Correa RG; Verjovski-Almeida S;  . (2000). „Shotgun sequencing of the human transcriptome with ORF expressed sequence tags.”. Proc. Natl. Acad. Sci. U.S.A. 97 (7): 3491—6. PMC 16267 . PMID 10737800. doi:10.1073/pnas.97.7.3491.
- Adler E; Hoon MA; Mueller KL;  . (2000). „A novel family of mammalian taste receptors.”. Cell. 100 (6): 693—702. PMID 10761934. doi:10.1016/S0092-8674(00)80705-9.
- Chandrashekar J; Mueller KL; Hoon MA;  . (2000). „T2Rs function as bitter taste receptors.”. Cell. 100 (6): 703—11. PMID 10761935. doi:10.1016/S0092-8674(00)80706-0.
- Firestein S (2000). „The good taste of genomics.”. Nature. 404 (6778): 552—3. PMID 10766221. doi:10.1038/35007167.
- Matsunami H, Montmayeur JP, Buck LB (2000). „A family of candidate taste receptors in human and mouse.”. Nature. 404 (6778): 601—4. PMID 10766242. doi:10.1038/35007072.
- Strausberg RL; Feingold EA; Grouse LH;  . (2003). „Generation and initial analysis of more than 15,000 full-length human and mouse cDNA sequences.”. Proc. Natl. Acad. Sci. U.S.A. 99 (26): 16899—903. PMC 139241 . PMID 12477932. doi:10.1073/pnas.242603899.
- Zhang Y; Hoon MA; Chandrashekar J;  . (2003). „Coding of sweet, bitter, and umami tastes: different receptor cells sharing similar signaling pathways.”. Cell. 112 (3): 293—301. PMID 12581520. doi:10.1016/S0092-8674(03)00071-0.
- Scherer SW; Cheung J; MacDonald JR;  . (2003). „Human chromosome 7: DNA sequence and biology.”. Science. 300 (5620): 767—72. PMC 2882961 . PMID 12690205. doi:10.1126/science.1083423.
- Hillier LW; Fulton RS; Fulton LA;  . (2003). „The DNA sequence of human chromosome 7.”. Nature. 424 (6945): 157—64. PMID 12853948. doi:10.1038/nature01782.
- Gerhard DS; Wagner L; Feingold EA;  . (2004). „The status, quality, and expansion of the NIH full-length cDNA project: the Mammalian Gene Collection (MGC).”. Genome Res. 14 (10B): 2121—7. PMC 528928 . PMID 15489334. doi:10.1101/gr.2596504.
- Fischer A, Gilad Y, Man O, Pääbo S (2005). „Evolution of bitter taste receptors in humans and apes.”. Mol. Biol. Evol. 22 (3): 432—6. PMID 15496549. doi:10.1093/molbev/msi027.
- Go Y, Satta Y, Takenaka O, Takahata N (2006). „Lineage-specific loss of function of bitter taste receptor genes in humans and nonhuman primates.”. Genetics. 170 (1): 313—26. PMC 1449719 . PMID 15744053. doi:10.1534/genetics.104.037523.